# 花山駅 (慶尚北道)
花山駅（ファサンえき）は、大韓民国慶尚北道永川市にかつて存在した韓国鉄道公社中央線の駅である。

## 歴史
- 1938年12月1日：慶北花山駅として開業[1]。
- 1955年7月1日：花山駅に改称[2]。
- 2007年6月1日：旅客取扱中止。
- 2024年12月20日：新線への切り替えに伴い廃止[3]。

## 隣の駅
韓国鉄道公社
中央線
新寧駅 - 花山駅 - 北永川駅